# Svetlana Lounkina
Svetlana Lounkina (en russe : Светлана Лунькина, en anglais : Svetlana Lunkina) est une danseuse russe née le 29 juillet 1979 à Moscou. Elle danse actuellement en tant que principale, c'est-à-dire danseuse étoile, au Ballet National du Canada..

## Biographie
Étudiant tout d'abord dans une école de danse folklorique locale, elle entre à l'école de danse du Bolchoï, où elle suit les cours de Marina Leonova. Une fois engagée dans la compagnie, c'est la grande ballerine soviétique Ekaterina Maximova qui la prend sous son aile. C'est sous son impulsion qu'à 18 ans, elle devient la plus jeune danseuse de l'histoire de la troupe à interpréter le rôle-titre de Giselle, qui reste encore aujourd'hui son rôle de prédilection.
Remarquée dès ses débuts dans la compagnie, Svetlana Lounkina est reconnue comme une des meilleures danseuses actuelles, mais son aura médiatique se fait plus discrète que celle de Svetlana Zakharova ou d'Ouliana Lopatkina. Son talent lui a permis d'aborder un répertoire au-delà de celui des chorégraphies romantiques auxquelles elle était formée, et auxquelles ses qualités lyriques et son physique délicat semblaient naturellement la prédestiner. Elle est également très appréciée pour la justesse de sa pantomime et l'intelligence de son jeu d'actrice.
Quittant la scène en 2003-2004 pour donner naissance à un petit garçon, elle élargit l'année suivante son répertoire avec des chorégraphes plus contemporains comme George Balanchine, Léonide Massine, Alexeï Ratmansky ; c'est à l'issue d'une représentation new-yorkaise du Clair Ruisseau, en juillet 2005, qu'elle est nommée ballerine principale de la compagnie. Sa réputation prend de l'ampleur, et elle se voit invitée par plusieurs compagnies, dont l'Opéra de Paris, qui la convie à deux reprises. En 2007, la profession l'honore et elle remporte le Prix Benois de la danse pour son rôle de Macha (Clara en Occident) dans le Casse-noisette de Iouri Grigorovitch.
Après une nouvelle absence de la scène, son retour est particulièrement marqué par la retransmission en direct de Giselle dans les salles internationales de cinéma (le 23 janvier 2011). Elle y interprète son rôle-fétiche aux côtés de Dmitri Goudanov.  Durant la saison 2010/2011, elle ajoute à son répertoire le rôle principal de La Esmeralda et du Jeune homme et la Mort, et participe à la création du rôle principal d'Illusions perdues sur la scène du Bolchoï.
Svetlana Lounkina est aussi l'une des interprètes privilégiées de Spartacus, abondamment distribuée dans les tournées mondiales du Théâtre Bolchoï, ballet qu'elle danse notamment avec Carlos Acosta.
En 2013, elle quitte le Bolchoï et rejoint le Ballet National du Canada comme artiste invitée. Elle devient "Principal Dancer" de la Compagnie en 2014.

## Répertoire
- Giselle : Giselle
- Don Quichotte : Kitri
- Aniouta : Aniouta
- La Fille du pharaon : Aspicia
- Casse-noisette : Macha (rôle pour lequel elle a été invitée à l'Opéra de Paris en décembre 2007)
- La Belle au bois dormant : Aurore, Fée Argent, Fée Tendresse
- Le Lac des cygnes : Odette - Odile, Fiancée Russe
- La Sylphide : La Sylphide
- La Dame de pique : Lise
- La Mort du cygne : Le Cygne
- Spartacus : Phrygia
- Notre-Dame de Paris : Esmeralda
- Le Clair Ruisseau : Zina
- Le Corsaire : Medora
- La Bayadère : Nikia
- La Fille mal gardée : Lise (rôle pour lequel elle a été invitée à l'Opéra de Paris en juillet 2007)
- Raymonda : Clémence
- Esmeralda : Esmeralda
- Illusions perdues : Coralie

## Filmographie
- (retiré de la vente) Giselle, avec Nikolaï Tsiskaridzé et les danseurs du Ballet du Bolchoï.
- La Dame de pique, avec Nikolaï Tsiskaridzé et les danseurs du Ballet du Bolchoï.
- Passacaille, avec les danseurs du Ballet du Bolchoï.
- Giselle, avec Maria Allash, Dimitri Gudanov et les danseurs du Ballet du Bolchoï.

Svetlana Lounkina interprète également le rôle d'une terroriste dans le film russe intitulé The Petersburg-Cannes Express, sorti en 2003.